# Izlandi juhászkutya
Az izlandi juhászkutya a spiccek családjába tartozik; tulajdonképpen egy újonnan rekonstruált fajta, mert eredeti állománya súlyos szopornyicajárvány következtében lényegében kipusztult, és a különböző izlandi, valamint angol fajtákból teremtették újjá. Az izlandi juhászkutya ősét eredetileg a vikingek vitték magukkal  Izland szigetére. Később ezt a kutyafajtát használták fel Angliában más kutyák kitenyésztéséhez  (Border Collie és Welsh corgi). A Shetland-szigeteken, a kutyát keresztezték a norvég buhunddal és így létrehozták a shetlandi juhászkutyát.
Kitűnő pásztorkutya, házőrző ill. őrző-védő kutya, eredetileg főként szarvasmarhacsordák őrzésére, terelésére használták. Az idegenekkel szemben bizalmatlan.

## FCIfajtacsoportok
- V. Spitzek és ősi típusú kutyák
- Feje elhegyesedő, koponyája enyhén domború, stopja közepes. Orrháta egyenes, orrtükre fekete, fogazata ollósan záródik, ajkai feszesek.
- Szeme kicsi, kerek, sötétbarna; élénk, értelmes kifejezésű. Füle háromszög alakú, hegyes, felálló.
- Nyaka rövid, izmos, kissé lebernyeges, háta széles, ágyéka feszes, fara erőteljes, mellkasa széles, mély, a könyöke alá ér, hasa kissé felhúzott. Végtagjai párhuzamosak, izmosak, mancsa kerekded, ujjai zártak.
- Farka, akárcsak a csau csaué, hátára kunkorodik.
- Szőrzete közepes hosszúságú, testhez simuló, sűrű; a fején, a fülén és a lábai elülső részén rövid; farkát dús szőr borítja. Színe különböző lehet (fehér, szürke, világosrőt, esetleg fekete), de egy szín mindig domináns.
- A kanok marmagassága 33-41, a szukáké 30–38 cm; testtömege 9–14 kg.Várható élettartam 12év.

## Vérmérséklete
Az izlandi juhászkutya vidám, barátságos, társaságkedvelő kutya, amely nagyon szeret tanulni. Igen kiegyensúlyozott természete van, nem könnyű kihozni a sodrából. Éberen figyeli, hogy mi történik környezetében. A munkában szívós, bátor és fáradhatatlan.Gazdáját nagyon szereti. Elég sokat ugat. Ez a kutya a család tagja akar lenni. A gyerekekkel szemben általában nagyon türelmes és jóindulatú. Ha kicsi korától kezdve hozzászoktatták a macskákhoz és az egyéb háziállatokhoz, akkor azokkal is jól kijön. Fajtársaival rendszerint súrlódásmentes a kapcsolata. Az ismerős és ismeretlen látogatókkal szemben egyaránt barátságos, de az idegenek érkezését mindig ugatással jelzi.

## Külső hivatkozások
- Izlandi juhászkutya fajtaismertető a Kutya-Tár-ban[halott link]
- ODP – Icelandic Sheepdog
- ISIC – Icelandic Sheepdog – hivatalos lap Archiválva 2004. szeptember 22-i dátummal a Wayback Machine-ben